# Хау (Оклахома)
Хау (енгл. Howe) град је у америчкој савезној држави Оклахома.

## Демографија
По попису из 2010. године број становника је 802, што је 105 (15,1%) становника више него 2000. године.
| Група             | 2000.       | 2010.       |
| Белци             | 546 (78,3%) | 588 (73,3%) |
| Афроамериканци    | 3 (0,4%)    | 6 (0,7%)    |
| Азијати           | 3 (0,4%)    | 8 (1,0%)    |
| Хиспаноамериканци | 34 (4,9%)   | 62 (7,7%)   |
| Укупно            | 697         | 802         |